# Шампань-ан-Вальроме
Шампань-ан-Вальроме (фр. Champagne-en-Valromey) — коммуна во французском департаменте Эн, округ Белле, административный центр кантона Шампань-ан-Вальроме.

## Географическое положение
Шампань-ан-Вальроме лежит на высоте 530 м над уровнем моря, в 17 км севернее города Белле, в горах Юры у реки Серан.
К коммуне относится ещё несколько деревень, хуторов и подворий.

## История
Деревня заселена со времён Древнего Рима.
Впервые Шампань упомянута в документах XI века. В средние века Шампань принадлежала графам Савойским, а по Лионскому договору 1601 года отошла во владение Франции.
В 1956 году Шампань официально переименована в Шампань-ан-Вальроме.

## Достопримечательности
Церковь и дома XVII века.

## Экономика и промышленность
Население занято в сельском хозяйстве, преимущественно в виноделии. В 2009 году коммуна удостоена специальной награды за производство в течение полугода 12 вин, завоевавших призы разного достоинства на конкурсе вин.